# 熱帶風暴山神 (2018年)
熱帶風暴山神（英語：Tropical Storm Son-Tinh，國際編號：1809，聯合颱風警報中心：WP112018，菲律賓大氣地球物理和天文服務管理局：）是2018年太平洋颱風季第9個被命名的熱帶氣旋。「山神」一名由越南提供，是越南民間傳說四不死中的。
山神與熱帶氣旋安比之前身低壓區自7月中形成於菲律賓以東海域後互旋，直到移至呂宋海峽後擺脫牽制，大幅加速到以時速40公里掠過南海北部，此移速在南海風暴中甚為罕見，僅用1日時間就由菲律賓巴布延群島直撲中國海南。隨後山神的殘餘減速徘徊越南北部和老撾並引發嚴重水災，之後更折返北部灣死而復生，再次吹襲廣西、海南和廣東西部一帶。

## 氣象歷史

### 初期互旋
當颱風瑪莉亞於2018年7月初肆虐臺灣和中國東南部期間，數值預報模式已開始預報菲律賓以東海域將在7月中出現低壓區或熱帶氣旋活動，隨後會對華南沿岸構成威脅，但由於預料有兩個低壓區生成，因此令預報形勢非常複雜，無從預知哪一個低壓區會跑出，歐洲中期天氣預報中心、美國「全球預報模式」等電腦數值預報模式報出之結果亦甚為反覆。這兩個預報中的低壓區於7月9日同時在菲律賓以東的西北太平洋形成，當中此系統較接近關島南面海域，美國海軍研究實驗室給予熱帶擾動編號92W。此低壓區形成後隨即與西南面的另一個隨後將發展為熱帶氣旋安比的低壓區互旋，由於此系統較接近副熱帶高壓脊，因此它採取偏西北路徑，時速約10公里。同時兩個低壓區亦互相爭奪水汽，導致發展遲緩，聯合颱風警報中心要到7月11日才對該低壓區在1日內發展為熱帶氣旋之機會評級為「低」、12日才把上述機會評級提升為「中」，然而臺灣中央氣象局卻於13日晚上11時率先把此系統升為熱帶性低氣壓。該低壓區的路徑到7月14日開始呈現逆時針轉變，改向西北偏西推進，強度仍徘徊低位，且一直未能吞併南面的另一個低壓區，不過它持續吸收西北太平洋達攝氏28度之炎熱海水供應的能量整合組織，螺旋性漸增，呈現熱帶氣旋雛形，聯合颱風警報中心在當日上午10時正把上述1日內發展成旋的機會提升為「高」，並發出熱帶氣旋形成警報。
此時數值預報對這系統的預測開始明朗化，放棄吞噬其南面低壓區的預報，分歧縮窄至將以高速西移，橫過呂宋海峽和南海北部，大致移向廣東西部至海南，而其南面的低壓區則於此系統移離後才另行發展。7月15日此系統加速向西南偏西移動，時速約20公里，雖然垂直風切變使其低層環流中心東北面暴露，但是在水溫達攝氏30度的炎熱海水下，該系統仍然持續鞏固其低層環流中心，並出現較明顯的對流爆發，日本氣象廳在當日下午2時把該低壓區升格為熱帶低氣壓，聯合颱風警報中心至當晚11時跟隨升格，並給予編號「11W」。香港天文台則在16日凌晨1時45分表示「位於菲律賓以東海域的低壓區正在增強，一個熱帶氣旋似乎在形成中」，至下午3時半把該系統升為熱帶低氣壓，中國國家氣象中心則在1小時前（下午2時半）先行升格。副熱帶高壓脊大幅加強並從系統北面向西延伸，驅使這熱帶低氣壓開始擺脫東南面低壓區的牽制，以時速30公里西移入巴林坦海峽。至此階段數值預報對這系統的預測分歧進一步收窄，預料該系統經呂宋海峽高速西移掠過南海北部，直撲海南至雷州半島，中國國家氣象中心和香港天文台亦以此為對該熱帶低氣壓的首個預測路徑。

### 南海疾衝
該熱帶低氣壓當晚以西或西北偏西方向橫越巴林坦海峽和巴布延群島一帶，翌日（17日）凌晨加速移入南海東北部，時速40公里。菲律賓大氣地球物理和天文服務管理局表示，該熱帶低氣壓於凌晨1時在富加島上空掠過。因為垂直風切變緩和，以及赤道方向外流良好，加上系統環流小，所以僅輕微受呂宋地形影響，該系統組織繼續改善，中心附近對流加強並修補先前暴露的低層環流中心東北角，日本氣象廳先於凌晨3時20分對該熱帶低氣壓發佈烈風警告，表示有機會在1日內加強為熱帶風暴，後在上午9時05分把該系統正式升為熱帶風暴，並命名為山神，給予國際編號1809，中國國家氣象中心5分鐘後緊接升格，香港天文台及聯合颱風警報中心到上午10時45分和11時亦先後把山神升為熱帶風暴。但由於移速太高，不利於吸收海水能量，加上系統上空的外流亦只限於赤道方向，高空輻散受到限制，因此山神當日餘下時間強度變化不大，只能於入夜後再稍作加強，香港天文台和中國國家氣象中心上調山神的中心風力至熱帶風暴上限。副熱帶高壓脊維持強勢，受其南側的深厚偏東氣流支配，山神繼續以時速35至40公里飛快西移，當日黃昏已經移至香港正南方向。
入夜後山神採取西南偏西路徑直逼海南，翌日（18日）中國國家氣象中心宣佈山神於凌晨4時50分登陸海南萬寧市萬城鎮。當日早上山神橫掃海南，然而山神移速甚快，大大減輕海南地形對山神結構的破壞，最終只稍為減弱至熱帶風暴下限強度。山神在中午前移入北部灣，雖減速至每小時20公里，但繼續逼近越南，且於北部灣吸收炎熱海水能量重整旗鼓，強度有所回升。最終山神在19日凌晨2時登陸越南榮市，並西移深入內陸，其結構在陸地摩擦下開始受損，強度大幅回落。聯合颱風警報中心在凌晨5時已對山神發出最後警報，日本氣象廳在上午9時15分把山神降為熱帶低氣壓，香港天文台半小時後緊接降格，更在短短2小時後再把山神降為低壓區，日本氣象廳到20日凌晨2時亦表示山神已在老撾減弱消散。

### 急轉復生
可是到此時數值預報對山神的預測再一次出現重大變化，預計山神「掉頭」返回北部灣復活，而非受陸地磨蝕對流下消亡殆盡，且隨後更可能再次影響廣西、海南和雷州一帶，甚至有可能重返南海西北部，在廣東西部沿岸登陸。事實上受惠於活躍西南季候風源源不絕地供應水汽，山神不但沒有即時消散，而且其系統螺旋性得以保持，同時山神南面有赤道反氣旋發展，使山神於7月19至20日陷入鞍形氣壓場和移動緩慢，徘徊老撾、越南北部並為當地帶來持續暴雨後，到21日改受赤道反氣旋北側的偏西風引領，順時針向東急轉彎，經越南回到北部灣。由於北部灣水溫仍達攝氏30度，持續炎熱的海水有利山神起死回生，重建其低層環流中心和深層對流，因此日本氣象廳到下午2時把山神的殘餘低壓區重新升為熱帶低氣壓，中國國家氣象中心到晚上9時15分跟隨；而聯合颱風警報中心則在下午3時再度發出熱帶氣旋形成警報，至當晚11時亦把山神的殘餘再次升為熱帶低氣壓，重新對其發佈熱帶氣旋報告。香港天文台則待22日凌晨1時45分表示「位於北部灣的低壓區正在增強，一個熱帶氣旋似乎在形成中」，到凌晨3時半才把山神再次升為熱帶低氣壓。
各部門均預測山神會的路徑會再次呈逆時針方向改變，分歧在於會沿雷州半島移入廣西，還是進入南海西北部並吹襲廣東西部沿岸。至此階段，香港天文台暫時把山神的重生熱帶低氣壓視為一個全新熱帶氣旋處理，並於接受傳媒查詢時直言，會否復用「山神」一名需視乎手握西北太平洋風暴命名權的日本氣象廳有何決定。到早上山神緩慢向東南推進，再次逼近海南，受到海南地形影響，北部灣上的中心環流一度減弱，深層對流另行在海南東面的南海西北部爆發，但未有出現環流重整，且山神的強度亦不受影響，衞星風場掃描更顯示北部灣出現8級風，令聯合颱風警報中心在下午5時把山神再度升為熱帶風暴。不過其餘部門則按兵不動，中國國家氣象中心宣佈山神於晚上7時20分以熱帶低氣壓強度在海南東方市感城鎮登陸。山神於23日上午採取偏東北路徑橫過海南並移入琼州海峡，至上午10時20分再登陸廣東徐聞，並開始改向北移，掠過雷州半島，入夜後一度停滯不前。

### 廣西消散
持續旺盛的西南季候風繼續為山神提供大量水汽補給，使山神自第二次登陸海南後仍一直大致維持強度，直到移入廣西之前。按照中國國家氣象中心和香港天文台定位，山神於雷州附近原地打轉一晚後，在24日凌晨向東北飄移至湛江上空，再於早上重新受到一直支配華南的副熱帶高壓脊引導，開始加速向西北移動，以時速18公里進入廣西並作最後減弱。然而聯合颱風警報中心卻持異見，判斷山神西移重回北部灣，且一直保持熱帶風暴強度，至當日上午11時的報文中才指出山神的中心難以定位，不排除實際位置比原先分析偏東北且已於廣西上岸的可能性。最後聯合颱風警報中心於下午5時才把山神降回熱帶低氣壓，同時再次發出最後警報，此時中國國家氣象中心表示山神正穿過廣西南寧。再受長期陸地摩擦的山神無法再抵抗地形磨蝕，中心環流嚴重受損和開始崩潰，低層環流中心變得難以辨認，穿越南寧約3小時後，中國國家氣象中心在當晚8時10分宣佈對山神停止編號，香港天文台緊接於晚上9時45分把山神降回低壓區，日本氣象廳至翌晨（25日）8時再度表示山神已減弱消散。可是西南季候風仍然活躍，令山神的殘餘雲帶持續為中國廣西、雲南，以至越南北部和老撾帶來惡劣天氣。

### 事後調整
由於香港天文台和澳門地球物理暨氣象局一度把山神再生之熱帶低氣壓視為另一熱帶氣旋處理，以防山神有機會被重新命名下可能引發的爭議，因此兩部門皆在事後報告中作出修正。澳門氣象局在8月17日公佈熱帶風暴山神報告，雖分開兩份報告上載，但於山神重生之熱帶低氣壓報告中，提及該熱帶低氣壓原為熱帶風暴山神，變相承認山神復活。而香港天文台則延至9月6日才正式公佈熱帶風暴山神之報告，並把上述重生熱帶低氣壓併回山神，以同一份報告上載，且把山神復活後掠過雷州半島期間的路徑向東調整，顯示山神於7月23日晚上曾經移至雷州半島東面海域，到24日凌晨較後時間於湛江附近作最後登陸；同時亦把山神形成熱帶低氣壓由7月16日下午提前至當日早上。

## 影響

### 菲律賓
當地發出之最高風暴信號：一號風暴信號
隨著山神加強為熱帶低氣壓，並預料會正面吹襲巴布延群島和呂宋北部，菲律賓大氣地球物理和天文服務管理局在7月15日晚上11時對巴布延群島和呂宋多個地區發出一號風暴信號，當時該熱帶低氣壓集結在巴士古之東南偏東約670公里。山神於翌日（16日）晚間在呂宋北面100公里內掠過，並於17日凌晨1時橫過富加島，其中心環流和引進的活躍西南季候風為呂宋及巴布煙群島帶來狂風大雨。隨著山神於17日早上加速遠離，菲律賓大氣地球物理和天文服務管理局在上午11時解除所有風暴信號。但受到山神引進的活躍西南季候風，以及隨後另一熱帶氣旋的持續影響，呂宋天氣仍然惡劣，繼續有大雨，多處出現嚴重水浸和山泥傾瀉。

### 臺灣
受山神的外圍環流影響，臺灣中央氣象局在7月15日下午4時正針對7個縣市發佈陸上強風特報，並在17日凌晨3時05分針對5個縣市發佈大雨特報，其後陸上強風特報範圍增加至9個縣市。氣象局指出15日晚起恆春半島、東南部、桃園以北、金門及馬祖沿海空曠地區將有8至10級猛烈陣風，臺北亦將有較強陣風。在山神的外圍下沉氣流影響下，臺灣西部天氣炎熱，空氣品質差，而東面則受山神的外圍雨帶影響而有雨。

### 香港
| 長洲 · 71 km/h赤鱲角 · 51 km/h青衣 · 27 km/h啟德 · 38 km/h西貢 · 40 km/h沙田 · 18 km/h流浮山 · 28 km/h打鼓嶺 · 27 km/h 天文台測風網絡8個參考自動氣象站錄得之最高10分鐘平均風速。圖例： · 代表錄得強風以下風速（共6個氣象站） · 代表錄得強風（共1個氣象站） · 代表錄得烈風（共1個氣象站） · 備註：此圖顯示山神首次襲港時（7月17日至18日）的風速。 | 長洲 · 55 km/h赤鱲角 · 49 km/h青衣 · 39 km/h啟德 · 30 km/h西貢 · 48 km/h沙田 · 26 km/h流浮山 · 52 km/h打鼓嶺 · 17 km/h 天文台測風網絡8個參考自動氣象站錄得之最高10分鐘平均風速。圖例： · 代表錄得強風以下風速（共4個氣象站） · 代表錄得強風（共4個氣象站） · 備註：此圖顯示山神再度襲港時（7月22日至24日）的風速。流浮山之強風沒有記錄於天文台熱帶風暴山神報告內。 | 長洲 · 63 km/h赤鱲角 · 36 km/h青衣 · 25 km/h啟德 · 31 km/h西貢 · 34 km/h沙田 · 14 km/h流浮山 · 25 km/h打鼓嶺 · 16 km/h 天文台測風網絡8個參考自動氣象站錄得之最高每小時平均風速。圖例： · 代表錄得強風以下風速（共7個氣象站） · 代表錄得烈風（共1個氣象站） · 備註：此圖顯示山神兩次襲港合計的最高每小時平均風速。 |

當地第一次影響發出之最高熱帶氣旋警告信號： 三號強風信號
當地第二次影響發出之最高熱帶氣旋警告信號： 一號戒備信號
香港天文台於7月16日下午5時正發出「特別天氣提示」，預料山神翌日迅速橫過南海北部，香港風力於翌日稍後會上升。山神於17日午夜時份加速移入距離香港800公里範圍，天文台隨即在凌晨2時40分發出一號戒備信號，當時山神集結在香港之東南偏東約740公里。天文台指出山神移速相當快，但結構細小緊密，預計早上風力不會顯著加強，至早上表示會視乎風力變化決定下午稍後至晚上是否發出三號信號。受山神外圍下沉氣流影響，當日日間香港氣溫升至攝氏34度左右，天文台一度發出酷熱天氣警告。隨著山神增強為熱帶風暴和加速靠近，天文台於下午表示考慮在6時前發出三號信號，結果在下午4時20分發出三號強風信號，當時山神已經移至香港之東南偏南約350公里。天文台表示山神隨後數小時最接近，在香港南面300公里左右掠過，香港風力增強及有狂風驟雨，不過發出八號信號機會頗低。山神第1次襲港時於下午6時最接近香港，在香港以南約340公里掠過。隨著山神的外圍雨帶抵達，香港傍晚天氣急劇轉壞，有狂風驟雨且普遍刮起強風，長洲更吹烈風。然而隨著山神遠離，除香港南部外各區風力開始下降。天文台於18日凌晨表示當風力減弱時會考慮改發一號信號或取消所有信號，至上午9時40分直接取消所有熱帶氣旋警告信號，並緊接發出強烈季候風信號，當時山神集結在香港之西南偏西約680公里。
隨著山神的殘餘低壓區在7月22日凌晨折返北部灣「復活」，天文台於凌晨3時50分再度發出「特別天氣提示」，表示山神當日未有直接威脅，但會密切留意山神的動向。當日下午山神的外圍雨帶橫掃香港，流浮山錄得遠超山神初次襲港時的持續風速，大嶼山和新界西更出現猛烈陣風，期間有數人於大東山玩滑翔傘時發生意外，3人要緊急降落並受輕傷，隨後更發現另有1人被吹走失蹤，消防、飛行服務隊、警察和民安隊連續5日搜救，惜至27日才於二東山發現並證實死亡。香港於23日中午過後再受山神的外圍雨帶吹襲，廣泛地區風力飆升至強風程度。天文台於下午3時40分再次發出一號戒備信號，當時山神集結在香港之西南偏西約460公里。這是繼2010年強烈熱帶風暴獅子山襲港後，8年以來首個「回馬槍」。雖然多處地區刮起短暫強風，但是天文台仍預料香港普遍吹強風的機會不大，重發三號信號機會偏低，後於當晚表示山神將於翌晨（24日）逐漸遠離，當其威脅解除時會取消所有信號。山神第2次襲港時於24日早上6時最接近香港，在香港之西南偏西約400公里掠過。隨著山神改向西北加速遠離，天文台在上午10時40分取消所有熱帶氣旋警告信號，當時山神移至香港以西約470公里。風暴共造成1死5傷，除了滑翔傘致命意外，銅鑼灣亦有圍板被強風吹倒，引致2人受傷。
山神首次吹襲期間，天文台測風網絡8個參考自動氣象站有2個錄得強風，三號信號不達標，西貢和啟德均以些微之差未能達到強風；但長洲的風力達烈風水平，此外尖沙咀天星碼頭亦錄得最高10分鐘平均風速每小時46公里，表示市區亦受強風影響。之後山神再度靠近時，流浮山、長洲、機場及西貢先後出現強風，青衣亦幾乎達強風程度，8個參考站內錄得強風的站數增至4站，導致三號信號變成達標。風暴期間，長洲、流浮山、機場及西貢錄得之最高10分鐘平均風速分別為每小時71、52、51及48公里。然而流浮山之強風於7月22日錄得，當時天文台尚未重發熱帶氣旋警告信號，故在天文台於9月6日發佈的山神報告中，流浮山之強風被剔除。

### 澳門
| 紀念孫中山市政公園 · 20.5大炮台山 · 29.2外港碼頭 · 36污水處理廠 · －海事博物館 · 22.7友誼大橋 · 北峰 · 60.8友誼大橋 · 南峰 · 64.1嘉樂庇 · 總督大橋 · 61.2西灣大橋 · 64.4澳門大橋北 · －澳門大橋南 · －大潭山 · 32.8東亞運站 · －九澳 · 33.1路環分站 · 15.5澳門大學 · 36.4 澳門氣象局氣象站錄得最高10分鐘平均風速，單位為公里每小時（km/h）。圖例： · 代表沒有數據 · 代表錄得清勁以下風力 · 代表錄得清勁至強勁風力 · 代表錄得疾勁至烈風風力 · 備註：此圖顯示山神首次襲澳時（7月17日至18日）的風速。 | 紀念孫中山市政公園 · 9.7大炮台山 · 14外港碼頭 · 39.2污水處理廠 · －海事博物館 · 25.6友誼大橋 · 北峰 · 41友誼大橋 · 南峰 · 35.3嘉樂庇 · 總督大橋 · 34.6西灣大橋 · 33.5澳門大橋北 · －澳門大橋南 · －大潭山 · 25.6東亞運站 · －九澳 · 28.8路環分站 · 9.7澳門大學 · 29.2 澳門氣象局氣象站錄得最高10分鐘平均風速，單位為公里每小時（km/h）。圖例： · 代表沒有數據 · 代表錄得清勁以下風力 · 代表錄得清勁至強勁風力 · 備註：此圖顯示山神再度襲澳時（7月22日至24日）的風速。 |

當地第一次影響發出之最高熱帶氣旋信號： 三號風球
當地第二次影響發出之最高熱帶氣旋信號： 一號風球
- 當地發出之最高風暴潮警告：風暴潮戒備訊息

山神在7月16日增強為熱帶低氣壓，地球物理暨氣象局表示懸掛一號風球的可能性偏高。山神於17日凌晨進入距離澳門800公里範圍，氣象局在凌晨4時正發出一號風球，當時山神集結在澳門之東南偏東約780公里。氣象局指出由於山神正逐步發展並移動迅速，與其相關的外圍雨帶將帶來不穩定天氣，預計澳門當日後期風力會有所增強，驟雨增多及有雷暴，考慮在下午4時至晚上7時發出三號風球，後於下午5時宣佈6時正發出三號風球。氣象局在下午6時正發出三號風球，當時山神已經移至澳門之東南偏南約350公里。山神第1次襲澳時於晚上8時最接近澳門，在澳門以南約320公里掠過。當晚澳門風力迅速而顯著加強，普遍風勢強勁，3條大橋於短短1小時內風速大增至三號風球標準，友誼大橋及西灣大橋風力更短暫達疾勁級別。
翌日（18日）山神登陸海南並遠離，澳門風勢緩和，氣象局下午12時半取消所有熱帶氣旋信號，當時山神位於澳門之西南約680公里。但由於山神隨後數日重返北部灣「復活」並再次靠近，氣象局於23日下午3時45分再度發出一號風球，當時山神集結在澳門之西南偏西約390公里。當晚澳門受到山神的外圍雨帶影響，有狂風驟雨。山神第2次襲澳時於24日早上8時最接近澳門，在澳門以西約340公里掠過。之後山神改向西北遠離，氣象局在下午12時半取消所有熱帶氣旋信號，當時山神移至澳門之西北偏西約380公里。

### 中国大陆
当地发布之最高台风预警信号： 颱風藍色預警信號
山神於7月17日早上加強為熱帶風暴，中國國家氣象中心在上午10時正發佈颱風藍色預警信號，當時山神集結在海南文昌以東約710公里；1小時後中國氣象局啟動颱風四級應急響應。國家氣象中心預料山神仍有增強空間，於翌晨（18日）登陸海南至廣東雷州一帶。山神於18日凌晨4時50分登陸海南萬寧市萬城鎮，隨著山神移入越南北部並減弱，國家氣象中心在19日早上6時解除所有颱風預警信號，但半日後即在另一熱帶氣旋安比逼近華東下重新發佈；此外山神亦於21日移回北部灣「復活」，再度威脅海南、廣西、雷州半岛和廣東西部沿岸。

#### 海南
当地发布之最高台风预警信号： 颱風黃色預警信號
由於山神以高速直撲海南，因此在國家氣象中心發佈颱風預警信號前，海南省氣象局已先行在17日早上6時半直接發佈颱風黃色預警信號，並在半小時後啟動颱風三級應急響應，當時山神位於文昌以東約920公里。山神於18日凌晨4時50分登陸海南萬寧市萬城鎮，當地吹8級旋風，萬寧山根和東部近海分別錄得10級和11級陣風。多個地區錄得50毫米雨量，當中三亞崖州及陵水縣本雨量超過200毫米。山神循保亭、瓊中、五指山橫掃海南，並在中午前經樂東移入北部灣，海南省氣象局在下午3時正改發颱風藍色預警信號，10分鐘後將颱風應急響應降至三級，當時山神距離越南榮市以東約225公里。隨着山神逐漸遠離，對海南影響減少，海南省氣象局在晚上7時同時解除所有颱風預警信號和應急響應，當時山神移至越南榮市以東約130公里。然而山神在21日重返北部灣並再度增強為熱帶低氣壓，海南省氣象局需在晚上9時再次發佈颱風藍色預警信號，當時山神集結在東方之西北偏西245公里。由於預料山神將為海南帶來強降雨，海南省氣象局在1小時後發佈暴雨黃色預警。山神在22日晚上7時20分登陸東方市感城鎮，成為有紀錄以來首個登陸東方市的熱帶氣旋，當地普遍吹9級風，附近地區風勢亦達6-8級。受山神和西南季候風的共同影響，西部和東南部多個地區錄得超過100毫米降雨，當中東方板橋和昌江七叉的雨量更超過400毫米，此外萬寧在22日的雨量達到264.2毫米，是7月份有紀錄以來最高，不過海南島東北部地區雨量則明顯偏小。山神穿越昌江、白沙和儋州，於23日早上循臨高進入瓊州海峽。因應山神進入廣西並逐漸遠離，海南省氣象局在23日晚上10時20分解除所有暴雨預警，並在24日上午9時解除所有颱風預警信號。

#### 广东
当地第一次发布之最高台风预警信号： 颱風黃色預警信號
当地第二次发布之最高台风预警信号： 颱風藍色預警信號
廣東省氣象局在17日早上8時半啟動颱風四級應急響應，至18日下午4時半取消。山神在22日回到北部灣重生，再次逼近雷州半島一帶，廣東省氣象局在早上8時半重新啟動颱風四級應急響應。山神於翌日（23日）上午10時20分登陸徐聞縣，之後改向北移橫過雷州半島。山神移入廣西並持續減弱，廣東省氣象局在24日下午4時半取消颱風四級應急響應。

#### 广西
当地兩次影响发布之最高台风预警信号： 颱風藍色預警信號
廣西省氣象局在17日下午4時半啟動颱風四級應急響應，之後在下午6時正發出颱風藍色預警信號，當時山神集結在海南文昌以東410公里。山神登陸越南並遠離廣西，廣西省氣象局在19日早上8時50分解除颱風藍色預警信號，10分鐘解除颱風四級應急響應。山神於22日在北部灣起死回生，廣西省氣象局在下午6時再次啟動颱風四級應急響應。24日山神經廣東雷州半島移入廣西，因應山神減弱消散，廣西省氣象局在25日下午3時正結束颱風四級應急響應。

### 越南
山神橫過中國海南後，於7月18日移入北部灣並重新組織，逼近越南北部，該區天氣轉壞，有狂風大雨。當地政府下令船隻盡快駛回港口避風，同時於北部易受水浸影響之地區準備疏散安排。山神於翌日（19日）凌晨2時登陸越南榮市，早上移入內陸並大幅減弱，但其殘餘在20至21日於北部滯留，引發持續暴雨和嚴重水災，大量道路和農田淹沒，造成32死、17人失蹤，超過5000間房屋倒塌。

### 老挝
2018年7月20-21日熱帶風暴“山神”外围云团过境老挝东南部导致强降雨。阿速坡省的桑片-桑南内（Xe Pian-Xe Namnoy）水电站的坝高16m的D副坝发生溃坝事故，造成40人死亡、1100人失踪的惨祸。

## 熱帶氣旋警告使用紀錄

### 菲律賓
| 菲律賓大氣地球物理和天文服務管理局 風暴信號 | 菲律賓大氣地球物理和天文服務管理局 風暴信號 | 菲律賓大氣地球物理和天文服務管理局 風暴信號 |
| ------------------------------------------- | ------------------------------------------- | ------------------------------------------- |
| 上一熱帶氣旋                                | 一號風暴信號                                | 下一熱帶氣旋                                |
| 熱帶風暴三巴                                | 一號風暴信號                                | 熱帶低氣壓                                  |

### 中國大陸
| 国家气象中心 颱風預警信號 | 国家气象中心 颱風預警信號 | 国家气象中心 颱風預警信號 |
| ------------------------- | ------------------------- | ------------------------- |
| 上一熱帶氣旋              | 颱風藍色預警信號          | 下一熱帶氣旋              |
| 超強颱風瑪莉亞            | 颱風藍色預警信號          | 強熱帶風暴安比            |

### 香港
| 香港天文台 熱帶氣旋警告信號 | 香港天文台 熱帶氣旋警告信號 | 香港天文台 熱帶氣旋警告信號 |
| --------------------------- | --------------------------- | --------------------------- |
| 上一熱帶氣旋                | 一號戒備信號                | 下一熱帶氣旋                |
| 熱帶風暴艾雲尼              | 一號戒備信號                | 熱帶風暴貝碧嘉              |
| 熱帶風暴艾雲尼              | 三號強風信號                | 熱帶風暴貝碧嘉              |

### 澳門
| 地球物理暨氣象局 熱帶氣旋信號 | 地球物理暨氣象局 熱帶氣旋信號 | 地球物理暨氣象局 熱帶氣旋信號 |
| ----------------------------- | ----------------------------- | ----------------------------- |
| 上一熱帶氣旋                  | 一號風球                      | 下一熱帶氣旋                  |
| 熱帶風暴艾雲尼                | 一號風球                      | 熱帶風暴貝碧嘉                |
| 熱帶風暴艾雲尼                | 三號風球                      | 熱帶風暴貝碧嘉                |

## 外部連結
| 太平洋颱風季             |
| 主題頁 - 專題 - 編輯指南 |

- （英文）颱風2000：各氣象部門對山神的預測路徑集合 （页面存档备份，存于）、數值預報預測路徑整合 （页面存档备份，存于）
- （日語）日本氣象廳：數位颱風網資料（日文版 （页面存档备份，存于）、英文版 （页面存档备份，存于））
- （英文）美國聯合颱風警報中心：11W最佳路徑數據 （页面存档备份，存于） （页面存档备份，存于）
- （英文）美國海軍研究實驗室：11W檔案 （页面存档备份，存于）
- （繁體中文）臺灣交通部中央氣象局：颱風資料庫—輕度颱風山神 （页面存档备份，存于）、山神最佳路徑圖[]
- （繁體中文）香港天文台：熱帶風暴山神報告 （页面存档备份，存于）、2018年7月熱帶氣旋概述 （页面存档备份，存于） （页面存档备份，存于）、實時天氣稿（7月15日 （页面存档备份，存于）－16日 （页面存档备份，存于）－17日 （页面存档备份，存于）－18日 （页面存档备份，存于）－19日 （页面存档备份，存于）；21日 （页面存档备份，存于）－22日 （页面存档备份，存于）－23日 （页面存档备份，存于）－24日 （页面存档备份，存于））
- （繁體中文）澳門地球物理暨氣象局：2018年熱帶氣旋年報——熱帶風暴山神（首次襲澳、再度襲澳）